# West Park (Floride)
Pour les articles homonymes, voir West Park.
West Park est une ville américaine située dans le comté de Broward en Floride.
Selon le recensement de 2010, West Park compte 14 156 habitants. La municipalité s'étend sur 2,25 milles carrés (5,83 km2).

## Démographie
| 2000   | 2010   | - | - | - | - |
| ------ | ------ | - | - | - | - |
| 12 713 | 14 156 | - | - | - | - |